# 유칭
유칭(劉稱, ? ~ ?)은 전한의 제후로, 하간헌왕의 현손이다.

## 생애
아버지 유비의 뒤를 이어 고곽후(高郭侯)에 봉해졌다.
시호를 공이라 하였고, 작위는 아들 유패가 이었다.

## 출전
- 반고, 《한서》 권15상 왕자후표 上

| 선대 아버지 고곽경후 유비 | 전한의 고곽후 ? ~ ? | 후대 아들 고곽애후 유패 |